# Tianguá Esporte Clube
O Tianguá Esporte Clube, também conhecido como TEC, é um clube de futebol da cidade de Tianguá, no estado do Ceará. Manda seus jogos no Estádio Municipal Tancredo Nunes. Suas cores são o verde e o amarelo. Participou do Campeonato Cearense - Série C por dez vezes, terminando em terceiro lugar em duas ocasiões (2004 e 2014). Em 2016, conquistou o inédito título, garantindo o acesso ao Campeonato Cearense da Série B em 2017.

## Desempenho em Competições

### Campeonato Cearense - Série B
| Ano  | Posição |
| 2017 | 7º      |

### Campeonato Cearense - Série C
| Ano  | Posição      |
| 2004 | 3º           |
| 2005 | 10º          |
| 2006 | 12º          |
| 2007 | 11º          |
| 2008 | 15º          |
| 2014 | 3º           |
| 2016 | 1° (Campeão) |
| 2018 | 3º           |
| 2019 | 5º           |
| 2020 | 5º           |
| 2021 | 6º           |
| 2024 | 5º           |

## Títulos

### Estaduais
| ESTADUAIS | ESTADUAIS                     | ESTADUAIS | ESTADUAIS  |
|           | Competição                    | Títulos   | Temporadas |
| --------- | ----------------------------- | --------- | ---------- |
|           | Campeonato Cearense - Série C | 1         | 2016       |

## Futsal
O Tianguá Esporte Clube conquistou em 2014 a II Copa Verdes Mares de Futsal. Disputa desde 2013 o Campeonato Cearense de Futsal.

## Símbolos

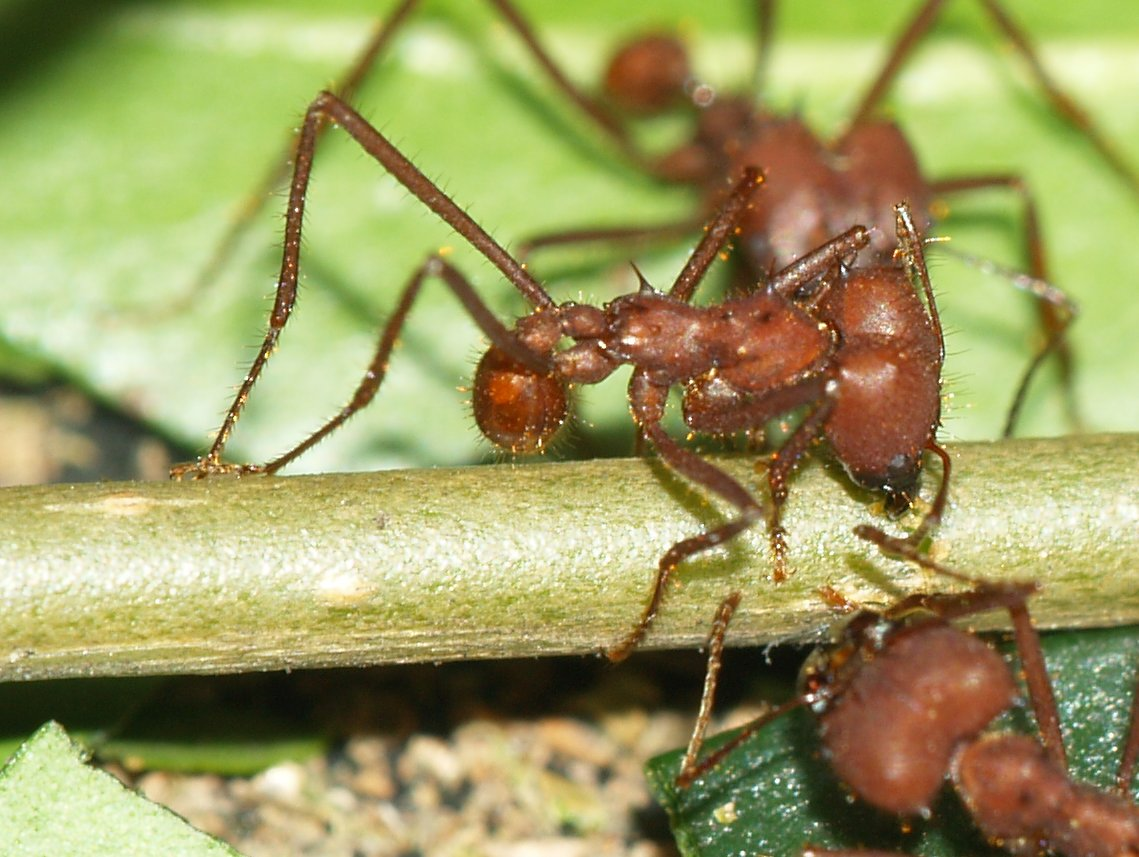
Tanajura - Mascote do Tianguá Esporte Clube

### Mascote
O mascote do Tianguá Esporte Clube é a tanajura.

### Uniformes
As cores do uniforme do Tianguá Esporte Clube  são o verde e o amarelo, sendo o 1º uniforme composto por uma camisa com listras verticais em verde e amarelo, com shorts verdes e meiões amarelos.
O 2º uniforme é composto por camisa verde com detalhes amarelos, com short amarelos e meiões amarelos.